# 보족 아웅산 스타디움
보족 아웅산 스타디움(버마어: ဗိုလ်ချုပ် အောင်ဆန်း အားကစားကွင်း), 영어: Bogyoke Aung San Stadium)은 미얀마 양곤에 있는 다목적 경기장이다. 경기장에는 40,000명을 수용할 수 있다.